# Rolland Gaudet
Pour les articles homonymes, voir Gaudet.
Rolland Gaudet est un universitaire qui a enseigné les mathématiques et la recherche opérationnelle durant 48 ans, dont 27 ans à l'Université de Saint-Boniface,, à Winnipeg, dans la province du Manitoba. Il est le seul francophone à avoir reçu le Prix Donald-C. Savage pour contribution exceptionnelle dans l'art de la négociation, remis par l'Association canadienne des professeures et professeurs d'université. Il est aussi le seul professeur de l'Université de Saint-Boniface à avoir été reconnu Distinguished Teacher par l'Université du Manitoba. Son manuel de méthodes numériques Méthodes d'analyse numérique : de la théorie à l'application, (Modulo Éditeur, 1996), co-écrit avec J.-G. Dion, a remporté le prix Adrien Pouliot de l'Association Mathématique du Québec. La construction Gamlen-Gaudet, issu de sa thèse de doctorat, est couramment citée par les mathématiciens.

## Biographie
Après avoir réalisé des études classiques au Collège de Saint-Boniface, où ses enseignants étaient jésuites, Rolland Gaudet a enseigné à l'Université de Sherbrooke. En 1988, il a été embauché par l'Université de Saint-Boniface.
Gaudet a participé à plusieurs rondes de négociation de conventions collectives dès 1991, puis est devenu négociateur en chef pour le corps professoral de l'Université de Saint-Boniface de 2004 à 2015. Il a également été président de l'Association des professeurs et professionnels de l'Université de Saint-Boniface de 2004 à 2007. Il est retraité depuis 2015, mais il continue de conseiller l'Association des professeur.e.s et professionnel.les de l'Université de Saint-Boniface à titre de membre émérite.

## Publications
- avec J. L. B. Gamlen, "On Subsequences of the Haar System in Lp[0, 1], (1 < p < ∞)", Israel Journal of Mathematics, Vol. 15, No. 4, 1973, pp. 404-413.
- avec J.-G. Dion, Méthodes d'analyse numérique : de la théorie à l'application, Montréal, Modulo Éditeur, 1996.
- avec V. C. Gaudet et P. G. Gulak, "Programmable Interleaver Design for Analog Iterative Decoders", IEEE Transactions on Circuits and Systems II - Analog and Digital Signal Processing, Vol. 49, No. 7, July 2002, pp. 457-464. (Cité dans 3 brevets.)

## Prix et distinctions
- 2015 : Prix Donald-C. Savage[1],[3]